# تونداباياشي (أوساكا)
مدينة تونداباياشي (بالإنجليزية: Tondabayashi)‏ هي أحد المدن التابعة لمحافظة أوساكا. تأسست رسميًا في 01/04/1950. ويقدر عدد سكانها بـ 122205 نسمة حسب تقدير مكتب الإحصاء الياباني لعام 2012. تبلغ مساحة تونداباياشي 39.66 كم2. بكثافة سكانية تبلغ 3081 نسمة/كم2.

## أعلام
- تسونيياسو ميياموتو
- هارومي فوجيتا